# Marblepsis tiphia
Marblepsis tiphia är en fjärilsart som beskrevs av Swinhoe 1903. Marblepsis tiphia ingår i släktet Marblepsis och familjen tofsspinnare. Inga underarter finns listade i Catalogue of Life.